# Mimachlamys
Mimachlamys is een geslacht van tweekleppigen uit de  familie van de Pectinidae (mantelschelpen). 

## Soorten
- Mimachlamys albolineata (Sowerby II, 1842)
- Mimachlamys asperrima (Lamarck, 1819)
- Mimachlamys cloacata (Reeve, 1853)
- Mimachlamys crassicostata (Sowerby II, 1842)
- Mimachlamys cruentatus (Reeve, 1853)
- Mimachlamys erycina Dijkstra & Maestrati, 2010
- Mimachlamys funebris (Reeve, 1853)
- Mimachlamys gloriosa (Reeve, 1853)
- Mimachlamys kauaiensis (Dall, Bartsch & Rehder, 1938)
- Mimachlamys lentiginosa (Reeve, 1853)
- Mimachlamys sanguinea (Linnaeus, 1758)
- Mimachlamys scabricostata (Sowerby III, 1915)
- Mimachlamys townsendi (Sowerby III, 1895)
- Mimachlamys varia (Linnaeus, 1758)